# Simbabwische Cricket-Nationalmannschaft in Südafrika in der Saison 2009/10
Die Tour der simbabwischen Cricket-Nationalmannschaft nach Südafrika in der Saison 2009/10 fand vom 8. bis zum 10. November 2009 statt. Die internationale Cricket-Tour war Teil der internationalen Cricket-Saison 2009/10 und umfasste zwei One-Day Internationals. Südafrika gewann die Serie 2-0.

## Vorgeschichte
Simbabwe spielte zuvor eine Tour in Bangladesch, für Südafrika war es nach der ICC Champions Trophy 2009 die erste Tour der Saison. Das letzte Aufeinandertreffen der beiden Mannschaften bei einer Tour fand in der Saison 2007 in Simbabwe statt.

## Stadien
Die folgenden Stadien wurden für die Tour ausgewählt.
| Stadion          | Stadt     | Kapazität | Spiele |
| ---------------- | --------- | --------- | ------ |
| Willowmoore Park | Benoni    | 20.000    | 1. ODI |
| Centurion Park   | Centurion | 22.000    | 2. ODI |

## Kader
Die Mannschaften nominierten die folgenden Kader.
| ODI | ODI |
| Südafrika | Simbabwe |
| --- | --- |
| - Graeme Smith (K) - Hashim Amla - Johan Botha - Mark Boucher (wk) - AB de Villiers - JP Duminy - Jacques Kallis - Charl Langeveldt - Ryan McLaren - Albie Morkel - Wayne Parnell - Alviro Petersen - Dale Steyn - Lonwabo Tsotsobe - Roelof van der Merwe | - Prosper Utseya (K) - Chamu Chibhabha - Elton Chigumbura - Charles Coventry - Graeme Cremer - Kyle Jarvis - Hamilton Masakadza - Stuart Matsikenyeri - Chris Mpofu - Forster Mutizwa - Ray Price - Tatenda Taibu (wk) - Brendan Taylor (wk) - Mark Vermeulen - Malcolm Waller |

## One-Day Internationals

### Erstes ODI in Benoni
| 8. November Scorecard | Benoni | Südafrika 295-5 (50)          | – | Simbabwe 250-6 (50) |
|                       |        | Südafrika gewinnt mit 45 Runs |   |                     |

### Zweites ODI in Centurion
| 10. November Scorecard | Centurion | Südafrika 331-5 (50)           | – | Simbabwe 119 (34.3) |
|                        |           | Südafrika gewinnt mit 212 Runs |   |                     |

## Statistiken
Die folgenden Cricketstatistiken wurden bei dieser Tour erzielt.
| ODIs                 | ODIs       | ODIs    | ODIs    | ODIs    | ODIs    | ODIs    | ODIs    | ODIs    |
| Batting              | Batting    | Batting | Batting | Batting | Batting | Batting | Batting | Batting |
| Spieler              | Mannschaft | Spiele  | Innings | Runs    | Average | HS      | 100s    | 50s     |
| -------------------- | ---------- | ------- | ------- | ------- | ------- | ------- | ------- | ------- |
| Tatenda Taibu        | Simbabwe   | 2       | 2       | 155     | 155,00  | 103*    | 1       | 1       |
| JP Duminy            | Südafrika  | 1       | 1       | 111     |         | 111*    | 1       | 0       |
| Stuart Matsikenyeri  | Simbabwe   | 2       | 2       | 99      | 49,50   | 86      | 0       | 1       |
| Graeme Smith         | Südafrika  | 2       | 2       | 88      | 44,00   | 53      | 0       | 1       |
| Jacques Kallis       | Südafrika  | 1       | 1       | 81      | 81,00   | 81      | 0       | 1       |
| Bowling              |            |         |         |         |         |         |         |         |
| Spieler              | Mannschaft | Spiele  | Overs   | Wickets | Average | BBI     | 5W      | 10W     |
| Ray Price            | Simbabwe   | 2       | 20      | 6       | 16,50   | 3/44    | 0       | 0       |
| Roelof van der Merwe | Südafrika  | 1       | 8.3     | 3       | 9,00    | 3/27    | 0       | 0       |
| Albie Morkel         | Südafrika  | 2       | 10      | 3       | 15,66   | 3/20    | 0       | 0       |
| Ryan McLaren         | Südafrika  | 2       | 15      | 3       | 20,33   | 3/51    | 0       | 0       |
| Charl Langeveldt     | Südafrika  | 2       | 16      | 3       | 23,00   | 3/36    | 0       | 0       |

## Player of the Series
Als Player of the Series wurden die folgenden Spieler ausgezeichnet.
| Serie | Player of the Series |
| ----- | -------------------- |
| ODI   | Tatenda Taibu        |

### Player of the Match
Als Player of the Match wurden die folgenden Spieler ausgezeichnet.
| Spiel  | Player of the Match |
| ------ | ------------------- |
| 1. ODI | Tatenda Taibu       |
| 2. ODI | JP Duminy           |